# Pádraig Ó Siochfhradha
Pádraig Ó Siochfhradha (1883 – 19 de novembre de 1964) (pronunciació irlandesa: [ˈpˠaːd̪ˠɾˠəɟ oː ʃʊˈxɾˠuː]) i el seu germà Mícheál Ó Siochfhradha foren escriptors, mestres i contadors d'històries en gaèlic irlandès del comtat de Kerry, Irlanda.
El llibre més famós de Pádraig Ó Siochfhradha, escrit amb el nom literari An Seabhac (El falcó), és la comèdia de caràcter semiautobiogràfic Jimín Mháire Thaidhg, publicada el 1919, on narra la seva infantesa sota el control de la seva poderosa mare, Máire. Fou un organitzador actiu dels Voluntaris Irlandesos el 1913 i fou empresonat tres cops per les seves activitats. Fou membre del Seanad Éireann el 1946–1948, 1951–1954 i 1957–1964, cada cop nominat pel Taoiseach. Fou secretari de la Comissió de Manuscrits Irlandesos d'octubre de 1928 a octubre de 1932.

## Llibres
- An Seabhac, "Seanfhocail na Mumhan", ISBN 1-85791-511-9
- Pádraig Ó Siochfhradha, "Jimeen: An Irish Comic Classic", ISBN 0-86278-680-0
- Pádraig Ó Siochfhradha, "Learner's Irish-English pronouncing dictionary in new standard spelling"